# Мери Хигинс Кларк
Мери Хигинс Кларк (енгл. Mary Higgins Clark; Њујорк, 24. децембар 1927— 31. јануар 2020) била је америчка списатељица, ауторка 42 романа који су постали бестселери у Сједињеним Америчким Државама и неколико европских земаља.

## Биографија
Мери Тереса Еленор Хигинс, рођена је на Бадње вече 1927. године у породици Норе Дуркин и  Лука Џозефа Хигинса. Оба родитеља су била американци ирског порекла. Завршила је Сент Франсис школу а затим имала стипендију у школи Вила Марија Академија коју су водиле калуђерице. Почела је да пише са шеснаест година. Радила је као секретарица и била модел са тада непознатом Грејс Кели. Касније је радила као стјуардеса за Пан Ам. Прво је писала сценарије за радио, али је највећи успех постигла пишући трилере и мистерије. Објавила је преко 50 романа и продала милионе књига само у САД. Умрла је у Нејплсу у 92. години. Удавала се три пута и имала петоро деце, једна њена ћерка Керол Хигинс Кларк је такође била књижевница мистерија.

## Дела на српском
- Језеро тајни (1986)
- Крик у ноћи (1989)
- Под присмотром (1989)
- Не плачи више мала моја (1997)
- Тиха ноћ (1997)
- Воли музику, воли да игра (1997)
- Ти припадаш мени (1998)
- Док не кажем збогом (2002)
- У твојој улици (2003)
- Преврнута колевка (2004)
- Поновни сусрет (2004)
- Прави се да је не примећујеш (2005)
- Месечина ти пристаје (2006)
- Анастазијин синдром (2006)[7]
- Татина мезимица (2007)[8]
- Две девојчице у плавом (2008)[9]